# 1950-es labdarúgó-világbajnokság-selejtező
Az 1950-es labdarúgó-világbajnokság selejtezőire 34 ország válogatottja adta be nevezését, a végső tornán azonban csak 16 csapat vehetett részt. A házigazda Brazília és a címvédő Olaszország automatikusan résztvevője volt a tornának. A maradék 32 válogatottat 10 csoportba osztották a következő területi elvek szerint:
- 1-6. csoport: Európa; 18 ország (beleértve: Izrael és Szíria) 7 továbbjutó helyre.
- 7-8-9. csoport: Amerika; 10 ország 6 továbbjutó helyre.
- 10. csoport: Ázsia; 4 ország 1 továbbjutó helyre.

India, Skócia és Törökország ugyan kijutott a világbajnokságra, de később mindhárom ország visszalépett.
Végül 19 ország válogatottja lépett pályára, összesen 26 mérkőzést rendeztek, ezeken 121 gól esett, ami meccsenként 4,65-ös gólátlagot jelentett.

## Csoportok
A 12 csoportban különféle szabályok szerint választották ki a továbbjutókat:
- 1. csoport: Ebben a csoportban 4 csapat volt. A csoporton belül egyszer játszottak a csapatok. A csoportgyőztes és második helyezett kvalifikálta magát a döntőre.
- 2., 3., 4. csoport: Ezekben a csoportokban 3 csapat volt. A két legerősebb válogatottat kiemelték.
  - Első forduló: A maradék 2–2 együttes oda-vissza megmérkőzött egymással. A győztes bejutott a második fordulóba, ahol az egyik kiemelttel találkozott.
  - Második forduló: A második forduló győztesei kvalifikálták magukat a döntőre.
- 5. csoport: Ebben a csoportban 3 csapat volt. Egy mérkőzésen dőlt el a továbbjutás sorsa. A győztes kvalifikálta magát a döntőre.
- 6. csoport: Ebben a csoportban 2 csapat volt. Két mérkőzésen dőlt el a továbbjutás sorsa. A győztes kvalifikálta magát a döntőre.
  - Első forduló: A maradék 2–2 együttes oda-vissza megmérkőzött egymással. A győztes bejutott a második fordulóba, ahol az egyik kiemelttel találkozott.
  - Második forduló: A második forduló győztesei kvalifikálták magukat a döntőre.
- 7. csoport: Ebben a csoportban 3 csapat volt. A csoportgyőztes és második helyezett kvalifikálta magát a döntőre.
- 8. csoport: Ebben a csoportban 4 csapat volt. A csoportgyőztes és második helyezett kvalifikálta magát a döntőre.
- 9. csoport: Ebben a csoportban 3 csapat volt. A csoporton belül egyszer játszottak a csapatok. A csoportgyőztes és második helyezett kvalifikálta magát a döntőre.
- 10. csoport: Ebben a csoportban 4 csapat volt. A csoportgyőztes kvalifikálta magát a döntőre.

### 1. csoport
|   | Csapat   | Pont | M | Gy | D | V | G+ | G- |
| - | -------- | ---- | - | -- | - | - | -- | -- |
| 1 | Anglia   | 6    | 3 | 3  | 0 | 0 | 14 | 3  |
| 2 | Skócia   | 4    | 3 | 2  | 0 | 1 | 10 | 3  |
| 3 | Wales    | 1    | 3 | 0  | 1 | 2 | 1  | 6  |
| 4 | Írország | 1    | 3 | 0  | 1 | 2 | 4  | 17 |

| 1949. október 1. |

| Írország | 2–8 | Skócia |
| -------- | --- | ------ |
|          |     |        |

| Belfast, Észak-Írország |

| 1949. október 15. |

| Wales | 1–4 | Anglia |
| ----- | --- | ------ |
|       |     |        |

| Cardiff, Wales |

| 1949. november 9. |

| Skócia | 2–0 | Wales |
| ------ | --- | ----- |
|        |     |       |

| Glasgow, Skócia |

| 1949. november 16. |

| Anglia | 9–2 | Írország |
| ------ | --- | -------- |
|        |     |          |

| Manchester, Anglia |

| 1950. március 8. |

| Wales | 0–0 | Írország |
| ----- | --- | -------- |
|       |     |          |

| Wrexham, Wales |

| 1950. április 15. |

| Skócia | 0–1 | Anglia |
| ------ | --- | ------ |
|        |     |        |

| Glasgow, Skócia |

Anglia és Skócia kvalifikálta magát a világbajnokságra, azonban a skótok visszaléptek a nagy távolság miatt.

### 2. csoport

#### Első forduló
|   | Csapat      | Pont | M | Gy | D | V | G+ | G- |
| - | ----------- | ---- | - | -- | - | - | -- | -- |
| 1 | Törökország | 2    | 1 | 1  | 0 | 0 | 7  | 0  |
| 2 | Szíria      | 0    | 1 | 0  | 0 | 1 | 0  | 7  |

| 1949. november 20. |

| Törökország | 7–0 | Szíria |
| ----------- | --- | ------ |
|             |     |        |

| Ankara, Törökország |

Szíria visszalépett, ezért a visszavágó nem lett lejátszva.
Törökország jutott a második fordulóba.

#### Második forduló
|   | Csapat      | Pont                             | M                                | Gy                               | D                                | V                                | G+                               | G-                               |                                  |
| - | ----------- | -------------------------------- | -------------------------------- | -------------------------------- | -------------------------------- | -------------------------------- | -------------------------------- | -------------------------------- | -------------------------------- |
| – | Törökország | kijutott, de később visszalépett | kijutott, de később visszalépett | kijutott, de később visszalépett | kijutott, de később visszalépett | kijutott, de később visszalépett | kijutott, de később visszalépett | kijutott, de később visszalépett | kijutott, de később visszalépett |
| – | Ausztria    | visszalépett                     | visszalépett                     | visszalépett                     | visszalépett                     | visszalépett                     | visszalépett                     | visszalépett                     | visszalépett                     |

Ausztria visszalépett, így Törökország automatikusan kvalifikálta magát a világbajnokságra, később azonban visszalépett. A FIFA felajánlotta a 6. csoport második helyén végző Portugáliának a megüresedett helyet, de nem éltek vele. Ezután a FIFA úgy döntött nem kér fel több válogatottat a szereplésre.

### 3. csoport

#### Első forduló
|   | Csapat      | Pont | M | Gy | D | V | G+ | G- |
| - | ----------- | ---- | - | -- | - | - | -- | -- |
| 1 | Jugoszlávia | 4    | 2 | 2  | 0 | 0 | 11 | 2  |
| 2 | Izrael      | 0    | 2 | 0  | 0 | 2 | 2  | 11 |

| 1949. augusztus 21. |

| Jugoszlávia | 6–0 | Izrael |
| ----------- | --- | ------ |
|             |     |        |

| Belgrád, Jugoszlávia |

| 1949. szeptember 18. |

| Izrael | 2–5 | Jugoszlávia |
| ------ | --- | ----------- |
|        |     |             |

| Tel-Aviv, Izrael |

Jugoszlávia jutott a második fordulóba.

#### Második forduló
|    | Csapat        | Pont | M | Gy | D | V | G+ | G- |
| -- | ------------- | ---- | - | -- | - | - | -- | -- |
| 1= | Franciaország | 2    | 2 | 0  | 2 | 0 | 2  | 2  |
| 1= | Jugoszlávia   | 2    | 2 | 0  | 2 | 0 | 2  | 2  |

| 1949. október 9. |

| Jugoszlávia | 1–1 | Franciaország |
| ----------- | --- | ------------- |
|             |     |               |

| Belgrád, Jugoszlávia |

| 1949. október 30. |

| Franciaország | 1–1 | Jugoszlávia |
| ------------- | --- | ----------- |
|               |     |             |

| Párizs, Franciaország |

Azonos pontszámmal és gólkülönbséggel végeztek a csapatok, így egy harmadik mérkőzésre került sor semleges pályán, mely a továbbjutásról döntött.
| 1949. december 11. |

| Jugoszlávia | 3–2 (h. u.) | Franciaország |
| ----------- | ----------- | ------------- |
|             |             |               |

| Firenze, Olaszország |

Jugoszlávia kvalifikálta magát a világbajnokságra. Franciaországnak később felajánlotta a FIFA a részvételt és el is fogadták, azonban végül visszaléptek az indulástól.

### 4. csoport

#### Első forduló
|   | Csapat    | Pont | M | Gy | D | V | G+ | G- |
| - | --------- | ---- | - | -- | - | - | -- | -- |
| 1 | Svájc     | 4    | 2 | 2  | 0 | 0 | 8  | 4  |
| 2 | Luxemburg | 0    | 2 | 0  | 0 | 2 | 4  | 8  |

| 1949. június 26. |

| Svájc | 5–2 | Luxemburg |
| ----- | --- | --------- |
|       |     |           |

| Zürich, Svájc |

| 1949. szeptember 18. |

| Luxemburg | 2–3 | Svájc |
| --------- | --- | ----- |
|           |     |       |

| Luxembourg, Luxemburg |

Svájc jutott a második fordulóba.

#### Második forduló
Belgium visszalépett, így Svájc játék nélkül kvalifikálta magát a világbajnokságra.

### 5. csoport
|   | Csapat     | Pont | M | Gy | D | V | G+ | G- |
| - | ---------- | ---- | - | -- | - | - | -- | -- |
| 1 | Svédország | 4    | 2 | 2  | 0 | 0 | 6  | 2  |
| 2 | Írország   | 3    | 4 | 1  | 1 | 2 | 6  | 7  |
| 3 | Finnország | 1    | 2 | 0  | 1 | 1 | 1  | 4  |

| 1949. június 2. |

| Svédország | 3–1 | Írország |
| ---------- | --- | -------- |
|            |     |          |

| Stockholm, Svédország |

| 1949. szeptember 8. |

| Írország | 3–0 | Finnország |
| -------- | --- | ---------- |
|          |     |            |

| Dublin, Írország |

| 1949. október 9. |

| Finnország | 1–1 | Írország |
| ---------- | --- | -------- |
|            |     |          |

| Helsinki, Finnország |

| 1949. november 13. |

| Írország | 1–2 | Svédország |
| -------- | --- | ---------- |
|          |     |            |

| Dublin, Írország |

Svédország kvalifikálta magát a világbajnokságra.

### 6. csoport
|   | Csapat        | Pont | M | Gy | D | V | G+ | G- |
| - | ------------- | ---- | - | -- | - | - | -- | -- |
| 1 | Spanyolország | 3    | 2 | 1  | 1 | 0 | 7  | 3  |
| 2 | Portugália    | 1    | 2 | 0  | 1 | 1 | 3  | 7  |

| 1950. április 2. |

| Spanyolország | 5–1 | Portugália |
| ------------- | --- | ---------- |
|               |     |            |

| Madrid, Spanyolország |

| 1950. április 9. |

| Portugália | 2–2 | Spanyolország |
| ---------- | --- | ------------- |
|            |     |               |

| Lisszabon, Portugália |

Spanyolország kvalifikálta magát a világbajnokságra. Portugáliát felkérték a világbajnokságon való részvételre, de nem éltek a lehetőséggel.

### 7. csoport
Argentína visszalépett, így Bolívia és Chile automatikusan kijutott a világbajnokságra.

### 8. csoport
Ecuador és Peru visszalépett, így Paraguay és Uruguay automatikusan kijutott a világbajnokságra.

### 9. csoport
|   | Csapat           | Pont | M | Gy | D | V | G+ | G- |
| - | ---------------- | ---- | - | -- | - | - | -- | -- |
| 1 | Mexikó           | 8    | 4 | 4  | 0 | 0 | 17 | 2  |
| 2 | Egyesült Államok | 3    | 4 | 1  | 1 | 2 | 8  | 15 |
| 3 | Kuba             | 1    | 4 | 0  | 1 | 3 | 3  | 11 |

| 1949. szeptember 4. |

| Egyesült Államok | 0–6 | Mexikó |
| ---------------- | --- | ------ |
|                  |     |        |

| Mexikóváros, Mexikó |

| 1949. szeptember 11. |

| Mexikó | 2–0 | Kuba |
| ------ | --- | ---- |
|        |     |      |

| Mexikóváros, Mexikó |

| 1949. szeptember 14. |

| Kuba | 1–1 | Egyesült Államok |
| ---- | --- | ---------------- |
|      |     |                  |

| Mexikóváros, Mexikó |

| 1949. szeptember 18. |

| Mexikó | 6–2 | Egyesült Államok |
| ------ | --- | ---------------- |
|        |     |                  |

| Mexikóváros, Mexikó |

| 1949. szeptember 21. |

| Egyesült Államok | 5–2 | Kuba |
| ---------------- | --- | ---- |
|                  |     |      |

| Mexikóváros, Mexikó |

| 1949. szeptember 25. |

| Mexikó | 3–0 | Kuba |
| ------ | --- | ---- |
|        |     |      |

| Mexikóváros, Mexikó |

Mexikó és az Egyesült Államok kvalifikálta magát a világbajnokságra.

### 10. csoport
Burma, a Fülöp-szigetek és Indonézia visszalépett, így India automatikusan kijutott a világbajnokságra. Később azonban a nagy távolságra és a hosszú utazásra hivatkozva visszalépett. Illetve a FIFA nem engedélyezte, hogy az indiai játékosok mezítláb játsszák le a mérkőzéseiket. A megüresedett helyet nem ajánlották fel más válogatottnak.

## Továbbjutó országok
| Válogatott       | Világbajnoki szereplések | Egymás utáni világbajnoki szereplés | Utolsó világbajnoki szereplés |
| ---------------- | ------------------------ | ----------------------------------- | ----------------------------- |
| Bolívia          | 2.                       | 1                                   | 1930                          |
| Brazília (r)     | 4.                       | 4                                   | 1938                          |
| Chile            | 2.                       | 1                                   | 1930                          |
| Anglia           | 1.                       | 1                                   | –                             |
| India            | 1.                       | 1                                   | -                             |
| Törökország      | 1.                       | 1                                   | -                             |
| Jugoszlávia      | 2.                       | 1                                   | 1930                          |
| Mexikó           | 2.                       | 1                                   | 1930                          |
| Olaszország (c)  | 3.                       | 3                                   | 1938                          |
| Paraguay         | 2.                       | 1                                   | 1930                          |
| Skócia           | 1.                       | 1                                   | -                             |
| Spanyolország    | 2.                       | 1                                   | 1934                          |
| Svédország       | 3.                       | 3                                   | 1938                          |
| Svájc            | 3.                       | 3                                   | 1938                          |
| Uruguay          | 2.                       | 1                                   | 1930                          |
| Egyesült Államok | 3.                       | 1                                   | 1934                          |

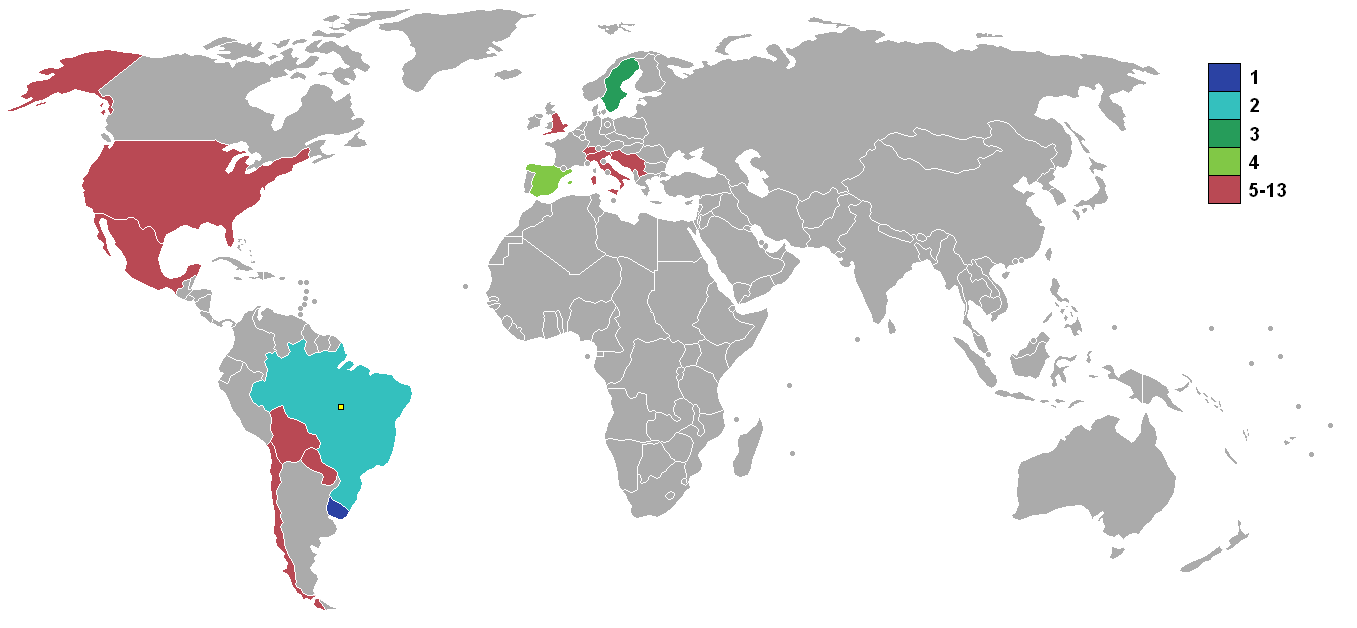
Részt vevő országok

(r) - rendezőként automatikus résztvevő
(c) - címvédőként automatikus résztvevő